# Lars-Åke Lagrell
Lars-Åke Lagrell, född 20 januari 1940 i Älmeboda i Kronobergs län, död 21 september 2020 i Kristina distrikt i Jönköping, var en svensk fotbollsledare och ämbetsman. Han var ordförande i Svenska Fotbollförbundet från 1991 till 2012 och landshövding i Kronobergs län 1 april 2002 till 22 december 2006. Åren 2002–2006 var han bosatt i landshövdingeresidenset i Växjö.
Lagrells far var lantbrukare och avled i en olycka med en rälsbuss innan Lagrell fyllt två år; modern kunde inte behålla gården utan flyttade till släktingar i Jönköping. Lagrell började spela både fotboll och handboll och blev idrottsledare redan som fjortonåring. 
Den 16 december 2010 deklarerade Lagrell att han inte avsåg att ställa upp för omval och han avgick således som ordförande i Fotbollförbundet vid förbundsmötet 2012. Han efterträddes av Karl-Erik Nilsson.
Han var gift två gånger och hade tre söner, varav två i det första äktenskapet. Han utsågs till "årets smålänning" 2001.

## Priser och utmärkelser
- H.M. Konungens medalj i guld av 12:e storleken i Serafimerordens band (2012)